# Dinopium shorii
Dinopium shorii е вид птица от семейство Picidae.

## Разпространение
Видът е разпространен в Бангладеш, Бутан, Индия, Мианмар и Непал.